# HADR (Radar)

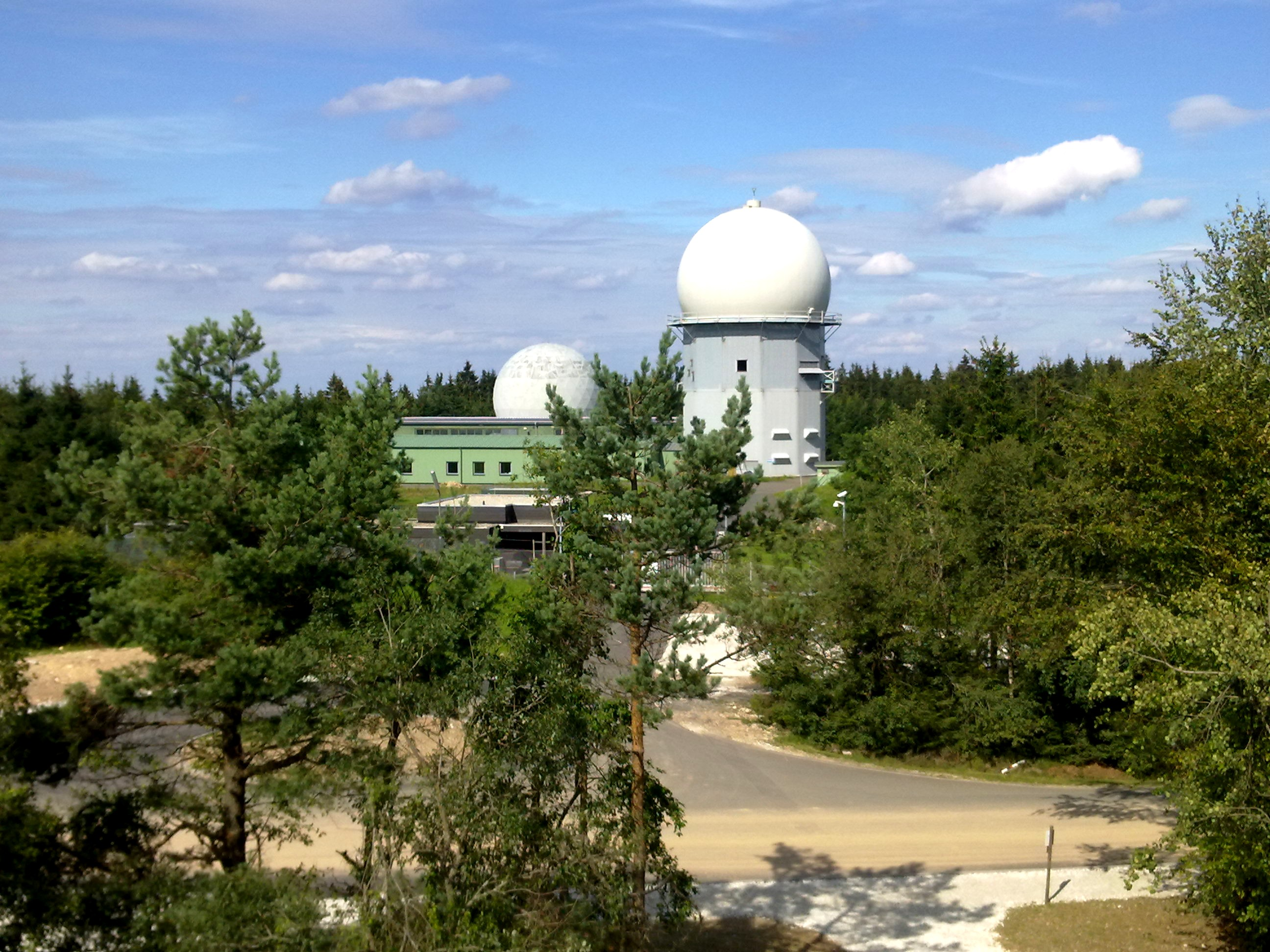
HADR (Radar) auf dem Erbeskopf

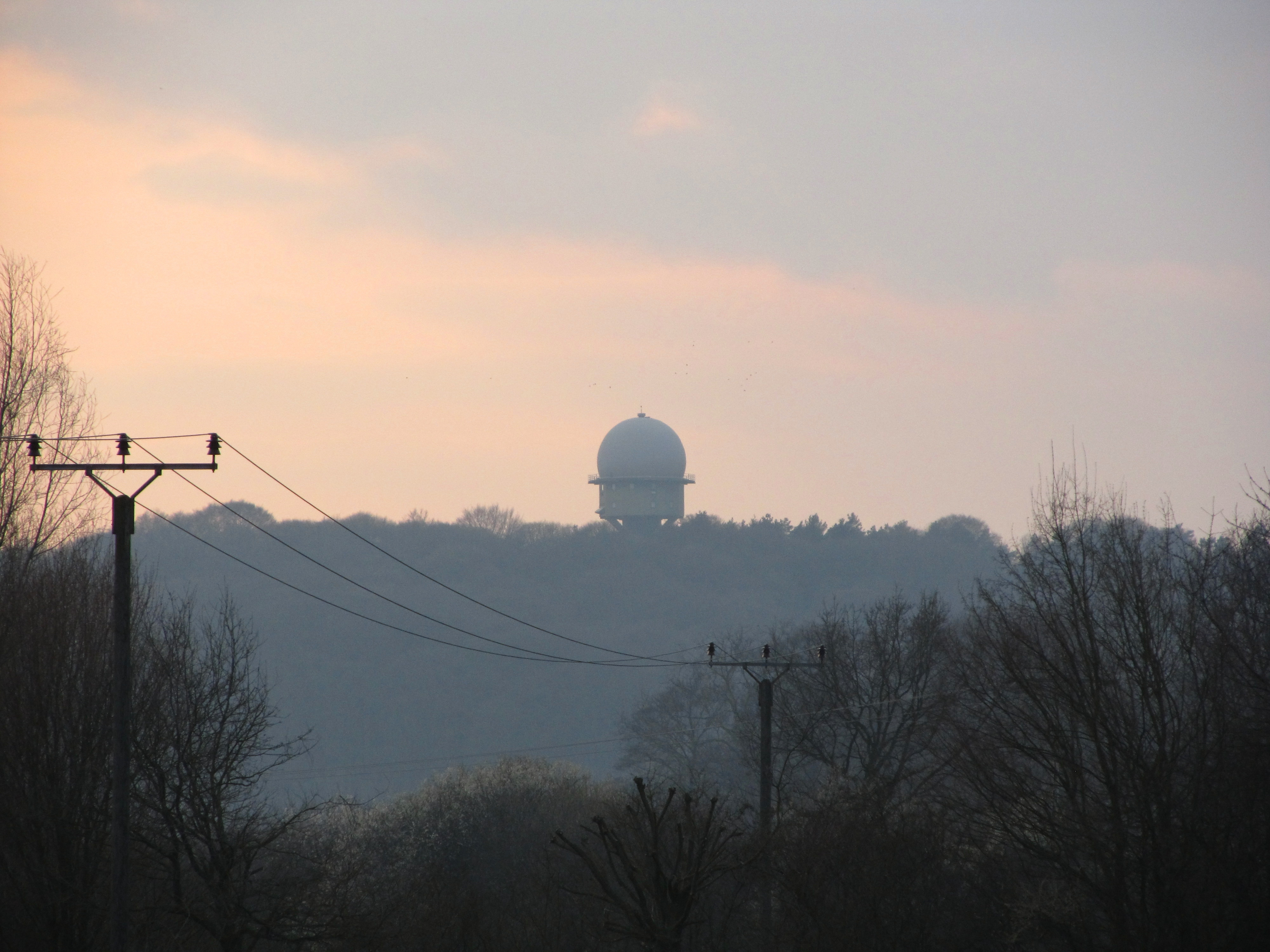
HADR-Anlage im Uedemer Hochwald bei Xanten-Marienbaum

Als HADR wird das in der NATO eingesetzte Radargerät HR-3000 der Firma Hughes Aircraft benannt. Die Buchstabenfolge ist das Akronym von englisch Hughes Air Defense Radar. Es ist ein 3D-Radar für die Nutzung in einem Luftverteidigungsnetzwerk. Operationeller Nutzer in Deutschland ist der Einsatzführungsdienst der Luftwaffe. Im Juli 2021 wurde der Hensoldt AG im Rahmen des Programms „Hughes Air Defence Radar Nachfolgesystem“ (HADR NF) der Auftrag zur Lieferung und Installation von vier Großraumradargeräten als Ersatz für die aktuell genutzten HADR erteilt. Neben der generellen Modernisierung der Standorte werden die neuen Radare Fähigkeiten im Bereich der Ballistic Missile Defence (BMD) besitzen.
Neben dem HADR betreibt die Luftwaffe die Radargerätetypen RRP 117, GM 406F und RAT 31DL. Bis 2015 war das Medium Power Radar in Nutzung, welches durch das GM 406F ersetzt wurde.

## Technische Angaben
Dieses Radargerät ist aus einem Schiffsradar entstanden. Die Reichweite wurde zum Beispiel durch Nachschalten eines weiteren Endverstärkers (Amplitron) hinter dem vorhandenen Endverstärker (Wanderfeldröhre), der somit zum Vorverstärker wurde, erzielt. Im Nahbereich und für große Höhen wird das Amplitron abgeschaltet und das HADR arbeitet nur mit der Wanderfeldröhre.
Die Antenne mit den Ausmaßen von 4,8 × 6 m ist eine passive seriell gespeiste Phased-Array-Antenne, die aus horizontalen Hohlleiterschlitzantennen besteht. In die kürzere Seite des Hohlleiters sind Schlitze im Abstand von etwa der halben Wellenlänge eingesägt. Durch die serielle Speisung ist ein Frequenzwechsel kompliziert. Weil die Phasenbeziehungen zwischen den einzelnen Schlitzantennen frequenzabhängig sind, wird die Antenne bei einem Wechsel der Frequenz etwas schielen. Dieser Fehler muss durch die Software kompensiert werden.
Die Antennenanlagen befinden sich unter Radomen mit ca. 12 m Durchmesser, um Wettereinflüsse zu minimieren.
| Technische Daten HADR | Technische Daten HADR |
| --------------------- | --------------------- |
| Frequenzbereich       | F-Band (3–4 GHz)      |
| Pulswiederholzeit     | 4 ms                  |
| Pulswiederholfrequenz | 60 und 1420 Hz        |
| Sendezeit (PW)        | 96 und 36 µs          |
| Empfangszeit          | < 3 ms                |
| Totzeit               | ca. 50 µs             |
| Pulsleistung          | > 1,5 MW              |
| Durchschnittsleistung | > 32 kW               |
| angezeigte Entfernung | 450 km                |
| Entfernungsauflösung  | 150 m                 |
| Öffnungswinkel        | 0,1–1,7°              |
| Trefferzahl           | 1–8                   |
| Antennenumlaufzeit    | 12 s                  |

## Einsatzorte
In Deutschland sind vier Geräte an vier Standorten im Einsatz:
| Bezeichnung                                   | Standort                               | Unterstellung |
| --------------------------------------------- | -------------------------------------- | ------------- |
| AbgTZug 241 (Abgesetzter Technischer Zug 241) | Radar-Gerätestellung Marienbaum, Uedem | EinsFüBer 2   |
| AbgTZug 244                                   | Aurich (Brockzetel)                    | EinsFüBer 2   |
| AbgTZug 246                                   | Radargerätestellung Erbeskopf          | EinsFüBer 2   |
| AbgTZug 249                                   | Meßstetten (Weichenwang)               | EinsFüBer 2   |

Norwegen hat weitere drei Geräte, Malaysia eines. Eine Version des HR-3000 ist unter dem Namen RSRP (Radars for the Southern Region and Portugal) im Mittelmeerraum verbreitet (Türkei, Griechenland, Italien und Portugal). Die in Portugal eingesetzten Geräte sind in Foia, Montejunto und Pilar installiert.